# Rugalmas közlekedési rendszer Nyíregyházán
A nyíregyházi rugalmas közlekedési rendszer egy 2007. február 23. óta működő, kettős célú, igényvezérelt közlekedési rendszer. A szolgáltatás célja egyrészt a Nyíregyháza ritkán lakott tanyás településrészein élők csúcsidőn kívüli, esti időszakban történő kiszolgálása, másrészt a város korlátozott közlekedőképességű lakosai számára háztól-házig szolgáltatás biztosítása. A rendszerben három midibusz vesz részt.
A rugalmas közlekedési rendszer használata előzetes regisztrációt igényel. Az autóbuszok csak előzetes igénybejelentés és helyfoglalás esetén közlekednek.